# Edades del hombre (Cortona)

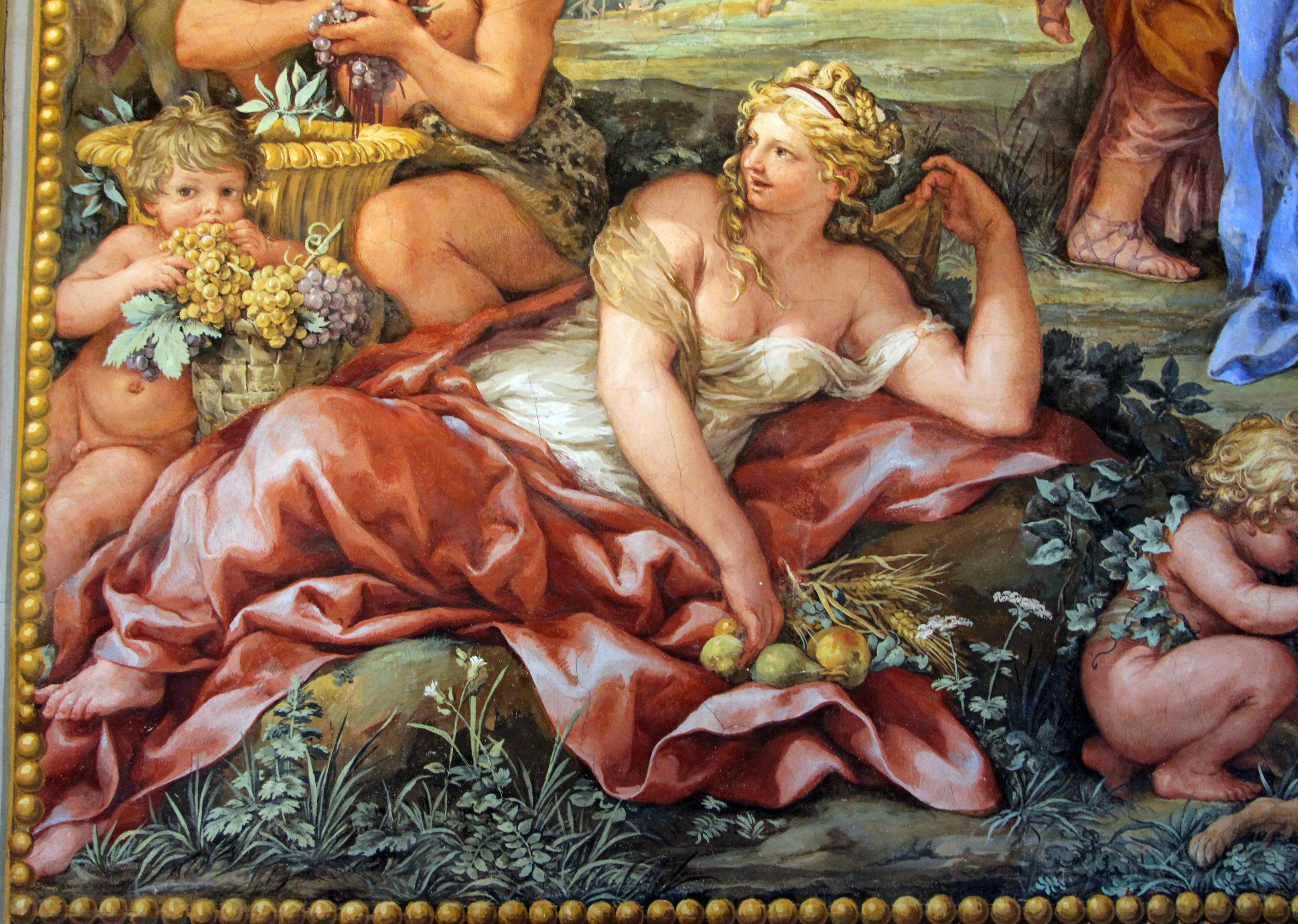
Detalle de la Edad de plata

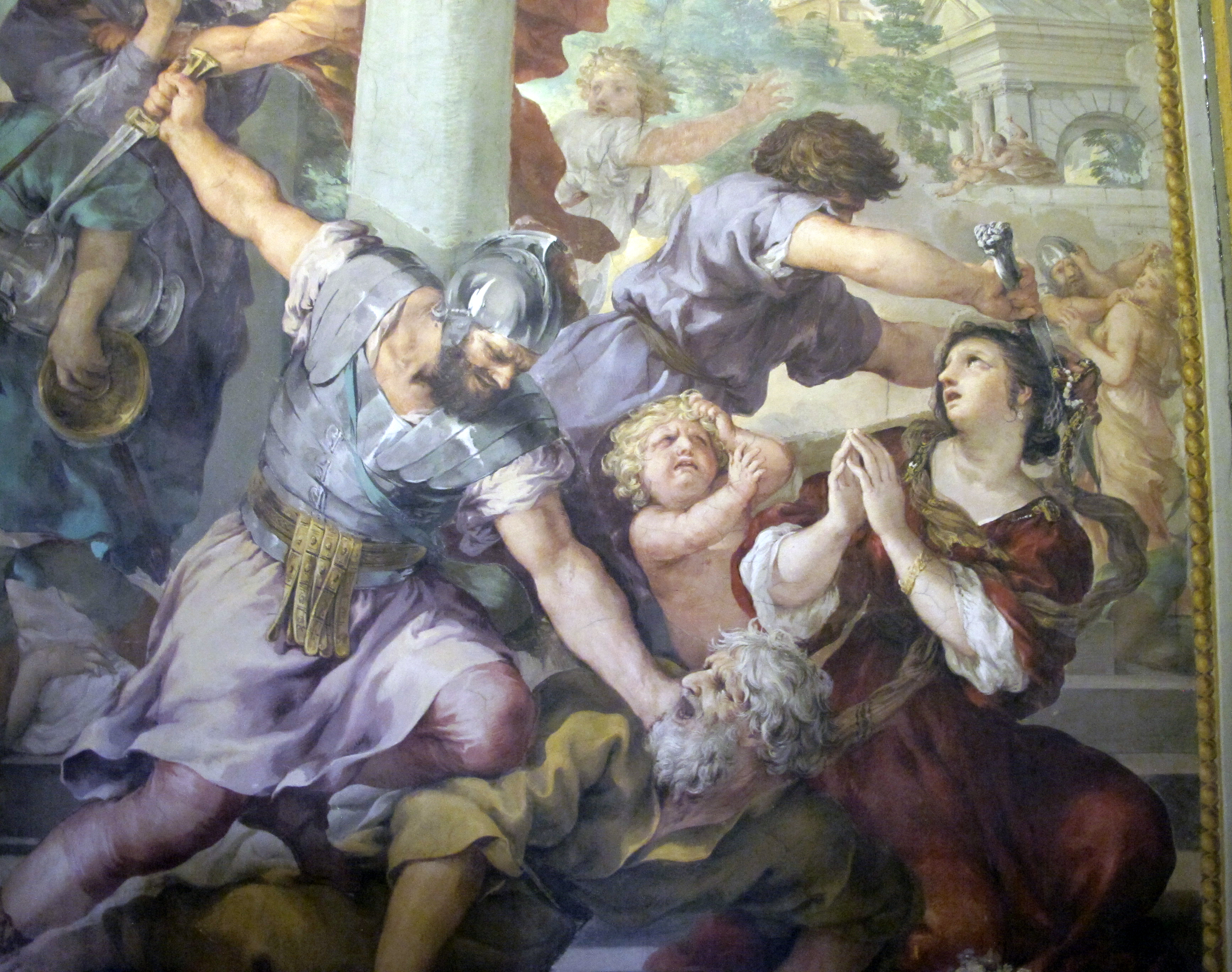
Detalle de la Edad del hierro

Las Edades del Hombre es un ciclo de cuatro frescos de Pietro da Cortona, dos de cuyas escenas datan de 1637 y otras dos de 1641, que decoran las paredes laterales de la Sala della Stufa del Palacio Pitti de Florencia.
Las escenas constituyen, junto con el Triunfo de la Divina Providencia del palacio Barberini de Roma, los frescos de las salas de los planetas del mismo palacio Pitti, así como las Historias de Eneas del palacio Pamphili de la plaza Navona de Roma, uno de los momentos culminantes del arte pictórico de Cortona y, más en general, de la pintura al fresco barroca italiana.

## Historia

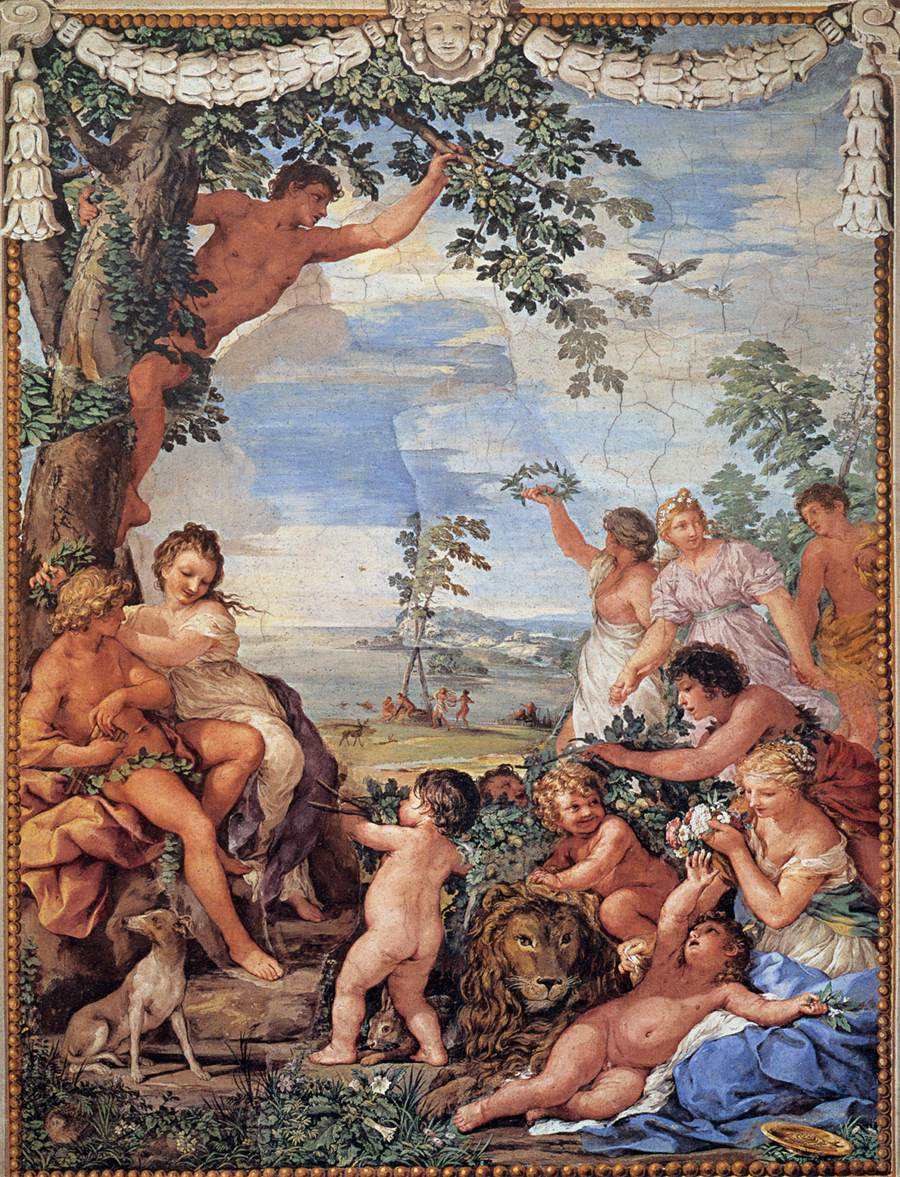
Edad de oro

En 1637, Pietro da Cortona, durante un viaje que llevó a Bolonia a su amigo Giulio Cesare Sacchetti, que acababa de ser nombrado cardenal de la ciudad emiliana, se detuvo durante una larga estancia en Florencia, que duró en total más de siete años, intercalados en tres ocasiones por varios regresos a Roma.  Durante esta época, el pintor toscano dejó en la ciudad del Gran Ducado algunas de las obras más importantes de su catálogo y del Barroco italiano, a saber, los frescos que representan las Cuatro Edades del Hombre para la Sala della Stufa y los de las Salas de los planetas, ambas en el Palacio Pitti. Probablemente gracias a la intercesión de Sacchetti, Cortona accedió a la petición de Fernando II de Médici para decorar la Sala della Stufa, originalmente destinada a camerino del Gran Duque, de acuerdo con el proyecto iconográfico elaborado por Miguel Ángel Buonarroti el Joven, en cuya residencia se encontraba Cortona. El ciclo incluía cuatro escenas distintas en las paredes laterales de la sala, que representaban las diferentes Edades del Hombre (en orden; oro, plata, bronce y hierro), tema tomado de Las metamorfosis de Ovidio.

Edad de plata

En 1637, en sólo dos meses, Cortona ejecutó la Edad del Bronce y la Edad del Hierro. Los trabajos no tardaron en comenzar, hasta el punto de que en una carta enviada a Roma el 20 de julio de 1637 (aproximadamente un mes después de su llegada a Florencia) dirigida al cardenal Francesco Barberini, el pintor decía «Pensaba poder avisar a Su Eminencia de todo el viaje del cardenal Sacchetti, pero he tenido que quedarme aquí en Florencia, para hacer dos frescos para Su Eminencia, que uno es de edad de oro y el otro de plata, y a finales de agosto los habré terminado con toda seguridad, y entonces, si es del gusto de Su Eminencia, continuaré el viaje».
Una carta posterior fechada el 13 de septiembre del mismo año, enviada también al mecenas Barberini en Roma, da fe de que las pinturas estaban casi terminadas, mientras que el gran duque Fernando II manifestaba sus intenciones de que el ciclo continuara con las otras dos que faltaban, aunque Cortona no mostró ningún compromiso formal, pues era consciente de que tendría que regresar a Roma para completar el Triunfo de la Divina Providencia: « Yo aquí me encuentro al final de las dos historias para el fresco, sólo me falta el retoque, que una es la del oro, la otra la del argento. En esta sala faltan la del cobre (bronce) y la del hierro. Su Alteza me preguntó si tenía el pensamiento de hacer el viaje a Lombardía cuando hubiera terminado las dos, y de regreso a Florencia hacer las otras dos. Respondí que tenía el pensamiento de volver por el camino de Loreto; y así no dijo más. Pero S.S. está bien informado de las obligaciones que tengo con. S.S. está bien informado de las obligaciones que tengo con Su Excelencia [para la terminación de la bóveda del palacio Barberini]... sin embargo no me he comprometido en ninguna palabra, pero estos señores me dicen siempre que Su Excelencia desea y querría que yo terminase esta sala, cuya terminación llevaría otros dos meses».
Tras el breve viaje a Venecia y el regreso a Roma, no existen datos precisos sobre la segunda estancia del pintor en Florencia. Lo que sí sabemos con certeza es que en 1639 estaba terminando la bóveda Barberini en Roma, hasta el punto de que en una carta enviada en septiembre de ese año a Miguel Ángel Buonarroti el Joven, Cortona expresaba su esperanza de regresar a Florencia hacia marzo del nuevo año, es decir, en 1640, para terminar la obra que había comenzado. Durante 1640-1641, el pintor estuvo por tanto en Florencia para completar los otros dos frescos que faltaban de la serie de Sala della Stufa, donde recibió el encargo de las Salas de los planetas,  por lo tanto las fresco de las Edades de Oro y de Plata.
Existen varios dibujos preparatorios de Cortona para las cuatro escenas, varios de los cuales se encuentran en el Museo de Princeton, en el Gabinete de Estampas de Roma y en la Galería de los Uffizi, mientras que otros están en Viena.

## Descripción

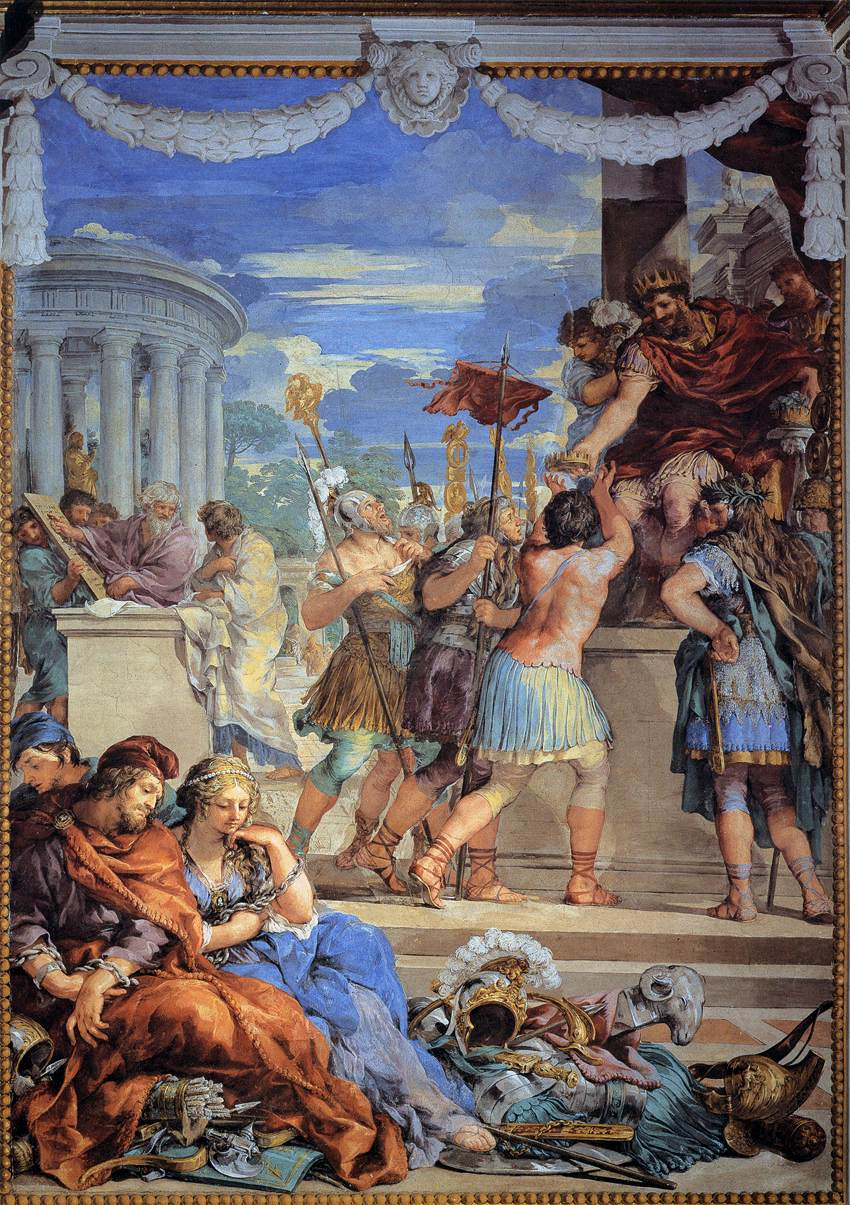
Edad del bronce

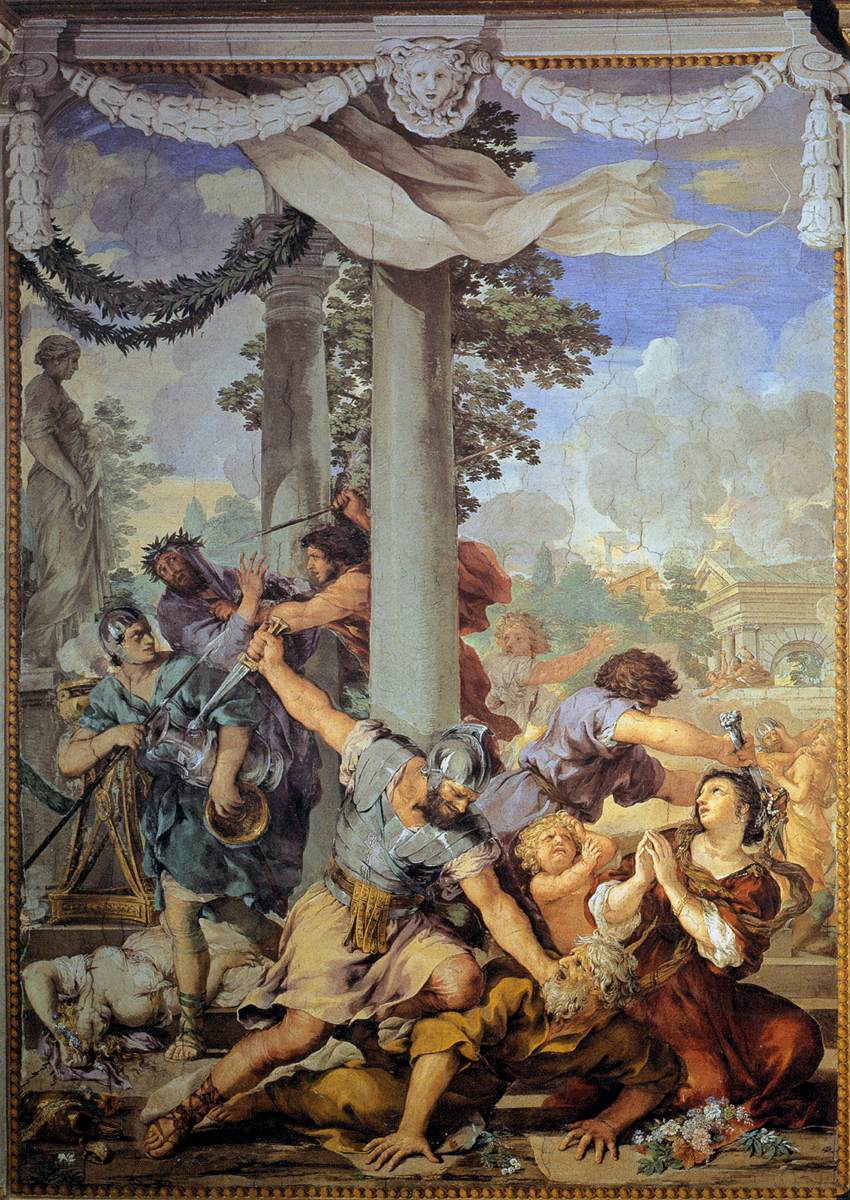
Edad del hierro

En la edad de oro, Ovidio imaginó un entorno sin ejércitos, donde la gente vivía en la ociosidad sin temor a castigos ni amenazas, '[...] sin necesidad de ejércitos, la gente vivía tranquilamente en brazos de la ociosidad. Libre, no tocada por el rastrillo, no arada por el arado, la tierra lo producía todo por sí misma y los hombres, satisfechos con los alimentos nacidos espontáneamente, recogían fresas, fresones de montaña, cerezas cornalinas, moras escondidas entre las espinas de las zarzas y bellotas que caían del árbol aéreo de Júpiter. Era la eterna primavera: con soplos tibios los Céfiros acariciaban las flores nacidas sin semilla, e inmediatamente la tierra sin labrar producía frutos, los campos sin labrar se ruborizaban con espigas maduras. Así, la escena representa un clima y un paisaje ideales e incontaminados, con un roble (símbolo de fuerza) del que caen bellotas, algunas de ellas recogidas por un joven que trepa por él, con un hombre que toca la lira debajo y una doncella que coloca una corona de laurel sobre su cabeza. A la derecha hay otras figuras en actitud serena y jovial, mientras que en el centro de la escena se ve a un niño montado en un león manso, lo que identifica precisamente la era de la paz.
La edad de plata es descrita por Ovidio como una época de siembra de los campos: «Cuando Saturno fue expulsado a las tinieblas del Tártaro y el mundo cayó bajo el dominio de Júpiter, se impuso la edad de plata, peor que la de oro, pero más preciosa que la edad leonada del bronce. Júpiter redujo la antigua duración de la primavera y dividió el año en cuatro estaciones: invierno, verano, un otoño variable y una primavera corta. Entonces por primera vez el aire se volvió ardiente por el calor abrasador, o se congeló en hielo por el viento cortante; entonces por primera vez sirvieron de casas, y fueron cuevas, densos arbustos, ramas unidas por fibras; entonces en largos surcos sembraron grano, y las vaquillas gimieron bajo el peso del yugo. De este modo, los elementos de la agricultura son la parte central de la escena, como las espigas de trigo que sostiene una de las tres mujeres cubiertas bajo el toldo a la derecha, algunas herramientas delante de ellas, mientras que a la izquierda hay unas figuras dedicadas a la siega, con una mujer tumbada junto a unos frutos delante de ellas. Al fondo, a la izquierda, un hombre empuja un buey y otro lleva al hombro un animal sacrificado, mientras que en el fondo central hay otros hombres esquilando ovejas.
La tercera edad es la del bronce, que en Las Metamorfosis se describe como más cruel y propensa al «horror de las armas» (que de hecho se muestran en el centro, depositadas por los bárbaros derrotados, dispuestos en primer plano en la parte inferior izquierda de la escena), «pero no malvada».. Al fondo, a la derecha, aparece el emperador victorioso sentado en un trono aclamado por los soldados, mientras que a la izquierda se ve una arquitectura con columnas. La presencia del mencionado templo, así como del anciano con una mesa explicando a otras figuras, y la figura del emperador simbolizando la guerra, muestran que la época «no es perversa», en el sentido de que no está presa de la locura absoluta, sino que, no obstante, se rige por leyes y una cierta disciplina, tanto sagrada como civil, como pudo ser el caso del Imperio romano.
La última representación es la de la edad de hierro, en la que se transpone el contexto de guerra y actos de violencia que domina esta etapa, que también está hecha de engaños y complots: «Así se extrajo el dañino hierro, y más dañino aún el oro: y apareció la guerra, que se combate con ambos, y se lanzan armas con manos ensangrentadas. Se vive del robo: el huésped está a merced de su anfitrión, el suegro de su yerno, y la concordia entre hermanos es rara. El hombre trama la muerte de su mujer, y ella la de su cónyuge; terribles madrastras agitan lívidos venenos; el hijo se asoma ante los años de su padre.»